# Kalendarium pontyfikatu Franciszka (2016)

## Kalendarium pontyfikatu Franciszka w roku 2016

### Styczeń
- 1 stycznia
  - Papież otworzył Drzwi Święte w bazylice Matki Bożej Większej[1].
- 11 stycznia
  - Spotkanie z korpusem dyplomatycznym Stolicy Apostolskiej[2].
- 16 stycznia
  - Spotkanie z Ruchem Chrześcijańskich Pracowników[3].
- 17 stycznia
  - Wizyta w rzymskiej synagodze.
- 18 stycznia
  - Spotkanie z ekumeniczną delegacją z Finlandii na święto św. Henryka[4].
  - Spotkanie z członkami Inspektoratu Bezpieczeństwa Publicznego w Watykanie[5].
- 20 stycznia
  - Papież wygłosił orędzie do profesora Klausa Schwaba, przewodniczącego Wykonawczego Światowego Forum Ekonomicznego[6].
- 21 stycznia
  - W obecności papieża zostały zaprezentowane owce pobłogosławione na dzień św. Agnieszki[7].
  - Papież ogłosił list na 51. Międzynarodowy Kongres Eucharystyczny na Filipinach[8].
  - Spotkanie w Auli Pawła VI z operatorami uroczystości jubileuszowych w Watykanie[9].
  - Spotkanie w Auli Pawła VI z rektorami bazyliki św. Piotra[9].
- 22 stycznia
  - Papież ogłosił orędzie na 50. Światowy Dzień Środków Społecznego Przekazu[10].
  - Papież wziął udział w inauguracji roku dla Trybunału Roty Rzymskiej[10].
- 25 stycznia
  - Spotkanie w Sali Klementyńskiej ze Wspólnotą Papieską „Lombard”[11].
  - Nieszpory w bazylice św. Pawła za Murami na rozpoczęcie 49. Światowego Tygodnia Modlitwy o Jedność Chrześcijan[12].
- 28 stycznia
  - Spotkanie z Narodową Komisją Bioetyczną[13].
  - Papież przyjął na prywatnej audiencji Leonarda DiCaprio[14].
- 29 stycznia
  - Przemówienie do uczestników plenarnego zgromadzenia Kongregacji Nauki Wiary[15].
- 30 stycznia
  - Papież Franciszek ogłosił list na XXIV Światowy Dzień Chorego[16].
- 31 stycznia
  - Za pośrednictwem telemostu wygłosił orędzie na zakończenie 51. Międzynarodowego Kongresu Eucharystycznego w Cebu City na Filipinach[17].

### Luty
- 1 lutego
  - Spotkanie z uczestnikami uroczystości jubileuszowej życia konsekrowanego[18].
- 6 lutego
  - Spotkanie z Grupą Modlitewną Ojca Pio[19].
- 8 lutego
  - Za pośrednictwem telemostu wygłosił orędzie do Meksykanów przed podróżą apostolską do Meksyku[20].
- 9 lutego
  - Spotkanie ze Zgromadzeniem Misjonarek Miłosierdzia[21].
- 10 lutego
  - Za pośrednictwem telemostu papież przesłał wiadomość dla Prałatury Ministerstwa Młodzieży[22].
- 12 lutego
  - Rozpoczęła się podróż apostolska Franciszka na Kubę i do Meksyku[23][24][25].
- 22 lutego
  - Papież Franciszek odprawił mszę jubileuszową w bazylice watykańskiej dla Kurii Rzymskiej[26].
- 26 lutego
  - Przemówienie do uczestników międzynarodowego kongresu z okazji dziesiątej rocznicy wydania encykliki Benedykta XVI Deus Caritas Est[27].
- 27 lutego
  - Spotkanie w Auli Pawła VI z pracownikami przedsiębiorstwa montażowego „Confidustria”.
- 29 lutego
  - Spotkanie z patriarchą Etiopii, Abuną Matthiasem I[28].
  - Spotkanie w Sali Klementyńskiej ze spółką „Karabinierzy Świętego Piotra”[29].

### Marzec
- 3 marca
  - Przemówienie do uczestników zgromadzenia plenarnego Papieskiej Akademii Życia[30].
- 4 marca
  - Przemówienie do uczestników kursu sponsorowanego przez Penitencjarię Apostolską[31].
  - Papież odprawił nabożeństwo pokutne w bazylice św. Piotra[32].
- 5 marca
  - Papież wygłosił orędzie do arcybiskupa Kijowa, Światosława Szewczuka[33].
- 6 marca
  - W Ariccii rozpoczęły się rekolekcje wielkopostne papieża dla Kurii Rzymskiej, które potrwają do 11 marca[34].
- 12 marca
  - Przemówienie do uczestników kursu promowanego przez Trybunał Roty Rzymskiej[35].
- 15 marca
  - Papież Franciszek wziął udział w konsystorzu w sprawach kanonizacji Matki Teresy z Kalkuty i Jana Papczyńskiego. Data kanonizacji została wyznaczona na 4 września[36][37].
- 17 marca
  - Przemówienie do uczestników spotkania promowanego przez Harvard World Model United Nations[38].
- 18 marca
  - Spotkanie w Auli Pawła VI z Drogą Neokatechumenalną[39].
- 19 marca
  - Podczas porannej mszy papież wyświęcił na biskupów księży: Petera Briana Wellsa i Miguela Ángela Ayuso Guixota[40].

### Kwiecień
- 2 kwietnia
  - Papież wziął udział w pogrzebie kardynała Georges’a Marie Martina Cottiera.
  - Papież wziął udział w czuwaniu modlitewnym na placu św. Piotra przed Niedzielą Bożego Miłosierdzia.
- 7 kwietnia
  - Spotkanie ze Światową Radą Metodystyczną[41].
- 8 kwietnia
  - Spotkanie w Sali Klementyńskiej z fundacją „Papal”[42].
  - Papież odprawił mszę dla „Centro Aletti”.
  - Zaprezentowano drugą adhortację apostolską papieża Amoris laetitia[43].
- 9 kwietnia
  - Papież ogłosił list na obchody 1050-lecia chrztu Polski[44].
- 11 kwietnia
  - Papież wygłosił orędzie do kardynała Petera Turksona, biorącego udział w konferencji dotyczącej nieagresji i sprawiedliwego pokoju, odbywającej się w Rzymie w dniach 11–13 kwietnia[45].
- 13 kwietnia
  - Podczas środowej audiencji generalnej papież przesłał pozdrowienia dla Polaków z okazji 1050-lecia chrztu Polski[46].
- 14 kwietnia
  - Spotkanie ze Wspólnotą Papieską „Scotts College”[47].
- 16 kwietnia
  - Papież Franciszek odbył podróż apostolską do Grecji na wyspę Lesbos. Podczas pielgrzymki spotkał się z uchodźcami, którzy wywołali kryzys migracyjny w Europie[48].
- 20 kwietnia
  - Spotkanie w Auli Pawła VI ze sportowcami z Austriackiej Federacji Narciarskiej[49].
- 21 kwietnia
  - Przemówienie do uczestników konferencji diecezji włoskiego Caritasu[50].
- 22 kwietnia
  - Papież przyjął na prywatnej audiencji skoczka narciarskiego Gregora Schlierenzauera[51].
- 23 kwietnia
  - Z okazji Dnia Jubileuszowego Młodzieży papież wygłosił orędzie do młodzieży zebranej na Stadionie Olimpijskim w Rzymie[52].
- 24 kwietnia
  - Wizyta w apartamencie Borgiów z okazji Światowego Dnia Ziemi[53].
- 29 kwietnia
  - Przemówienie do uczestników międzynarodowej konferencji na temat postępów w medycynie regeneracyjnej oraz jej wpływu kulturowego[54].
- 30 kwietnia
  - Papież ogłosił list na Narodowy Kongres Miłosierdzia na Litwie[55].

### Maj
- 2 maja
  - Spotkanie ze Zgromadzeniem Postanowień Miłosierdzia Matki Bożej[56].
- 4 maja
  - Za pośrednictwem telemostu papież przesłał wiadomość dla Zgromadzenia Narodowego „Confcooperative”[57].
  - Spotkanie w Auli Pawła VI ze studentami z Międzynarodowego Królewskiego Instytutu Studiów w Ammanie[58].
  - Podczas audiencji generalnej papież przemówił do Polaków z okazji Święta Matki Bożej Królowej Polski[59].
- 5 maja
  - Papież wziął udział w czuwaniu modlitewnym w bazylice św. Piotra przed Zielonymi Świątkami[60].
- 6 maja
  - Papież odebrał w Watykanie Nagrodę Karola Wielkiego[61].
- 7 maja
  - Spotkanie w Auli Pawła VI ze Wspólnotą „Lekarze z Afryką Cuamm”[62].
  - Spotkanie w Sali Klementyńskiej z Gwardią Szwajcarską[63].
  - Papież wysłał list na temat nowej ewangelizacji do arcybiskupa Zenona Grocholewskiego do toruńskiego sanktuarium[64].
- 9 maja
  - Spotkanie w Sali Klementyńskiej z Kołem św. Piotra[65].
- 10 maja
  - Papież wysłał list do patrona Aleksandrii, Tawadrosa II, na Dzień Przyjaźni między Koptami i katolikami[66].
- 11 maja
  - Podczas audiencji generalnej papież przemówił do Polaków z okazji Święta Matki Bożej Fatimskiej[67].
- 12 maja
  - Spotkanie w Auli Pawła VI z Międzynarodową Unią Generalnych Przełożonych[68].
  - Spotkanie z premier Polski Beatą Szydło[69].
- 13 maja
  - Przemówienie do uczestników międzynarodowej konferencji Fundacji „Pro Pontifice Centesimus Annus”[70].
- 15 maja
  - Papież ogłosił orędzie na Światowy Dzień Misyjny[71].
- 16 maja
  - Spotkanie z Konferencją Episkopatu Włoch.
- 18 maja
  - Papież wziął udział w pogrzebie kardynała Giovanniego Coppy.
- 19 maja
  - W Sali Klementyńskiej papież przyjął listy uwierzytelniające od ambasadorów Estonii, Seszeli, Tajlandii, Malawi, Zambii i Namibii[72].
- 20 maja
  - Spotkanie w Sali Klementyńskiej z dyrektorami włoskiej piłkarskiej ligi serii A oraz zawodnikami klubów Juventus Turyn i Inter Mediolan[73].
  - Spotkanie z arcybiskupem Lyonu Phillipem Barbarinem oskarżonym o pedofilię[74].
- 21 maja
  - Spotkanie z prezydentem Białorusi Aleksandrem Łukaszenką[75].
- 23 maja
  - W siedzibie ONZ Sekretarz Stanu, kardynał Pietro Parolin odczytał orędzie papieża na 1. Światowy Szczyt Ludzkości w Stambule[76].
- 25 maja
  - W poliklinice Gemelli w Rzymie zaprezentowano orędzie papieża o pielęgnacji życia ludzkiego; orędzie podpisał Sekretarz Stanu[77].
  - Za pośrednictwem telemostu papież wygłosił przemówienie do mieszkańców Lipska[78].
- 27 maja
  - Spotkanie w Sali Klementyńskiej z członkami Małego Dzieła Bożej Opatrzności Alojzego Orione[79].
- 28 maja
  - Papież mianował nuncjusza apostolskiego w Polsce, arcybiskupa Celestino Mignore na ambasadora w Rosji[80].
- 29 maja
  - Papież odprawił na placu św. Piotra mszę jubileuszową dla diakonów.
  - Spotkanie z uczestnikami światowego kongresu zorganizowanego przez papieską fundację „Scholas”[81].
- 30 maja
  - Papież ogłosił list na IV Narodowy Kongres Eucharystyczny w Fatimie[82].

### Czerwiec
- 1 czerwca
  - Spotkanie w Auli Pawła VI z przedstawicielami Instytutu „Jainology” w Londynie[83].
- 2 czerwca
  - Papież trzykrotnie wygłosił rekolekcje dla księży na Jubileusz Duchowieństwa. Rekolekcje odbyły się w: bazylice św. Jana na Lateranie, bazylice Matki Bożej Większej oraz w bazylice św. Pawła za Murami[84][85][86].
- 4 czerwca
  - Papież ogłosił list na IX Międzynarodowy Kongres Eucharystyczny w Argentynie[87].
  - Spotkanie z członkami Międzynarodowego Centrum Diakonów[88].
  - Spotkanie w Sali Klementyńskiej z członkami Papieskiej Misji[89].
  - Papież ogłosił statut, w którym powołał zakład, który będzie pomagał ludziom świeckim i rodzinom[90].
- 5 czerwca
  - Msza kanonizacyjna ojca Stanisława Papczyńskiego oraz Marii Elisabetty Hesselblad[91].
- 9 czerwca
  - Spotkanie w Sali Klementyńskiej z lekarzami z Hiszpanii i Ameryki Łacińskiej[92].
- 10 czerwca
  - Spotkanie z dyrektorami Światowej Wspólnoty Kościołów Reformowanych[93].
- 11 czerwca
  - Spotkanie z uczniami astronomicznej szkoły watykańskiego obserwatorium astronomicznego[94].
  - Spotkanie w Auli Pawła VI ze Stowarzyszeniem Osób Niepełnosprawnych[95].
- 12 czerwca
  - Papież odprawił na placu św. Piotra mszę jubileuszową dla chorych i niepełnosprawnych[96].
- 13 czerwca
  - Wizyta w siedzibie Światowego Programu Żywności w Rzymie[97].
- 14 czerwca
  - Prefekt Kongregacji Nauki Wiary w imieniu papieża przedstawił list Iuvenescit Ecclesia, w którym zaprezentowano relację między darami hierarchicznymi oraz charyzmatycznymi dla życia i misji Kościoła[98].
- 16 czerwca
  - Spotkanie w Sali Klementyńskiej ze Zgromadzeniem Pomocy w Poszukiwaniu Pracy dla Kościołów Wschodnich[99].
  - Spotkanie w Auli Pawła VI ze zgromadzeniem „Podróże dla Rozrywki”[100].
- 17 czerwca
  - Przemówienie w Sali Klementyńskiej do Zgromadzenia Plenarnego Papieskiej Rady ds. Świeckich[101].
- 18 czerwca
  - Wizyta w Willi Nazaretańskiej.
- 21 czerwca
  - Za pośrednictwem telemostu papież wygłosił orędzie na VI Światowy Kongres Przeciwko Karze Śmierci w Oslo[102].
- 22 czerwca
  - Za pośrednictwem telemostu papież wygłosił orędzie do Ormian przed podróżą apostolską do Armenii[103].
- 24 czerwca
  - Rozpoczęła się podróż apostolska Franciszka do Armenii[104][105].
- 28 czerwca
  - Spotkanie z delegacją Patriarchatu Ekumenicznego Konstantynopola[106].
  - Papież wziął udział w uroczystości z okazji 65. rocznicy otrzymania święceń kapłańskich przez papieża-emeryta Benedykta XVI[107].

### Lipiec
- 2 lipca
  - W Szombathely na Węgrzech odczytano list specjalnego wysłannika papieża na obchody 1700. rocznicy urodzin św. Marcina z Tours[108].
  - Za pośrednictwem telemostu papież przesłał wiadomość dla uczestników wystawy „Razem dla Europy” odbywającej się w Monako[109].
- 5 lipca
  - Przez telemost papież przesłał wiadomość dla międzynarodowego Caritasu, niosącego pokój w Syrii[110].
- 6 lipca
  - Spotkanie w Auli Pawła VI z ubogimi pielgrzymami z Lyonu[111].
- 19 lipca
  - Za pośrednictwem telemostu papież wygłosił orędzie do Polaków przed podróżą apostolską do Polski[112].
- 27 lipca
  - Rozpoczęła się podróż apostolska Franciszka do Polski. Podczas pielgrzymki papież wziął udział w obchodach 31. Światowych Dni Młodzieży[113][114][115]. Miejscem Światowych Dni Młodzieży w 2019 r. została wyznaczona Panama[116].

### Sierpień
- 1 sierpnia
  - Papież wystosował list do przewodniczącego Konferencji Episkopatu Argentyny na święto św. Kajetana[117].
- 2 sierpnia
  - Papież na ręce kardynała Stanisława Dziwisza złożył kondolencje w związku ze śmiercią kardynała Franciszka Macharskiego[118].
  - Papież powołał komisję ds. diakonatu kobiet[119].
- 4 sierpnia
  - Spotkanie w Sali Klementyńskiej z Zakonem Kaznodziejskim[120].
  - Wizyta duszpasterska w Porcjunkuli w Asyżu. Podczas pielgrzymki papież wziął udział w obchodach 800-lecia ustanowienia przez Porcjunkulę odpustu zupełnego[121].
- 6 sierpnia
  - Kardynał Claudio Hummes w imieniu papieża przedstawił list na XVIII Specjalny Narodowy Kongres Eucharystyczny w Belém w Brazylii[122].
- 17 sierpnia
  - Papież mianował księdza Vincenzo Paglia rektorem Papieskiego Instytutu Studiów nad Małżeństwem i Rodziną im. Jana Pawła II[123].
  - Spotkanie z prezydentem Francji François Hollandem[124].
- 19 sierpnia
  - Papież wysłał wiadomość do 37. Zgromadzenia Przyjaźni Między Narodami w Rimini[125].
- 22 sierpnia
  - Sekretarz Stanu zaprezentował przesłanie papieża na 67. Liturgiczny Tydzień Włoch w Gubbio[126].
- 27 sierpnia
  - Kardynał Saraiva Martins zaprezentował w imieniu papieża list na wrześniowy XIV Międzynarodowy Kongres Mariologiczny w Fatimie[127].
  - Kardynał Monsengwo Pasinya zaprezentował w imieniu papieża list na III Kongres Miłosierdzia Bożego w Afryce i na Madagaskarze[128].
  - Za pośrednictwem telemostu papież przesłał wiadomość na Nadzwyczajny Jubileusz Miłosierdzia w Bogocie[129].
- 31 sierpnia
  - Spotkanie z uczestnikami Światowego Kongresu Kardiologicznego[130].

### Wrzesień
- 1 września
  - Papież ogłosił orędzie na Światowy Dzień Modlitwy za opiekę Stworzenia[131].
  - Nieszpory w bazylice św. Piotra na Światowy Dzień Modlitwy za opiekę Stworzenia[132].
- 3 września
  - Papież wziął udział w ustawieniu figury Matki Bożej w Ogrodach Watykańskich[133].
  - Na placu św. Piotra papież wygłosił katechezę dla operatorów uroczystości Miłosierdzia Bożego[134].
  - W Skopje zaprezentowano list kardynała Vincentio Pujlicia z okazji kanonizacji Matki Teresy z Kalkuty[135].
  - Kardynał Angelo Bagnasco w imieniu papieża zaprezentował list na Narodowy Kongres Eucharystyczny w Genui[136].
- 4 września
  - Msza święta kanonizacyjna Matki Teresy z Kalkuty[137].
- 8 września
  - Przemówienie do uczestników sympozjum zorganizowanego przez Organizację Państw Amerykańskich i Instytut Dialogu Buenos Aires[138].
  - Przemówienie do uczestników Kongresu Benedyktynów „Abati”[139].
- 9 września
  - Przemówienie do uczestników seminarium wspierającego biskupów na terenach misyjnych[140].
- 11 września
  - Msza święta beatyfikacyjna księdza Władysława Bukowińskiego w Kazachstanie; dekret papieża odczytał kardynał Angelo Amato[141].
- 14 września
  - W Domu Świętej Marty papież odprawił mszę za zmarłego o. Jacques’a Hamela[142].
- 15 września
  - Spotkanie w Sali Klementyńskiej z włoskim Stowarzyszeniem Biblijnym[143].
- 16 września
  - W Sali Klementyńskiej papież wygłosił przemówienie do uczestników szkolenia dla nowych biskupów[144].
- 17 września
  - W Sali Klementyńskiej papież wygłosił przemówienie do uczestników spotkania sponsorowanego przez Europejską Konfederację Jezuitów[145].
  - Spotkanie w Sali Klementyńskiej z przedstawicielami papieskimi[146].
- 18 września
  - W bazylice św. Piotra papież odprawił mszę z okazji 200-lecia Żandarmerii Watykańskiej[147].
- 20 września
  - Druga wizyta duszpasterska w Asyżu. Podczas pielgrzymki papież wziął udział w Światowym Dniu Modlitwy o Pokój[148].
- 22 września
  - Spotkanie w Sali Klementyńskiej z Krajową Radą Dziennikarzy[149].
  - Papież powołał statutem Sekretariat Komunikacji w Watykanie[150].
- 24 września
  - Spotkanie w Sali Klementyńskiej z pracownikami Szpitala Sióstr Miłosierdzia[151].
  - Spotkanie w Auli Pawła VI z rodzinami ofiar zamachu w Nicei[152].
- 25 września
  - Na placu św. Piotra papież odprawił mszę jubileuszową dla katechetów[153].
- 29 września
  - Spotkanie w Sali Klementyńskiej z członkami organizacji charytatywnych, działających na rzecz kryzysu humanitarnego w krajach Azji[154].
- 30 września
  - Rozpoczęła się podróż apostolska Franciszka do Gruzji i Azerbejdżanu[105].

### Październik
- 4 października
  - Wizyta duszpasterska w Amatrice na terenach dotkniętych sierpniowym trzęsieniem ziemi w Lacjum[155].
- 5 października
  - Spotkanie w Auli Pawła VI z pracownikami fundacji „Vodaphone”[156].
  - Przemówienie do uczestników spotkania promowanego przez Papieską Fundację ds. Kultury, Sportu i Wiary[157].
  - Nieszpory z okazji 50. rocznicy ustanowienia przez Pawła VI Centrum Anglikańskiego w Rzymie[158].
- 6 października
  - Spotkanie z naczelnym arcybiskupem Canterbury[159].
- 7 października
  - Spotkanie w Sali Klementyńskiej z Kapitułą Generalną Oblatów[160].
- 8 października
  - Kardynał Leonardo Sandri zaprezentował w imieniu papieża list na obchody ponownego otwarcia sanktuarium Mojżesza w Jordanii[161].
  - Przez telemost papież przesłał wiadomość na czternaste obrady Zgromadzenia Narodowego „Manos abertias”, obradującego w Santa Fe[162].
  - Papież wziął udział w czuwaniu modlitewnym z marianami na placu św. Piotra.
- 9 października
  - Na placu św. Piotra papież odprawił mszę jubileuszową dla marianów[163].
- 10 października
  - Spotkanie w Sali Klementyńskiej z Kapitułą Generalną Towarzystwa Katolickiego[164].
  - Papież przyjął listy uwierzytelniające od ambasadora UE Jana Tombińskiego[165].
- 12 października
  - Przemówienie do sekretarzy, biorących udział w konferencji dotyczącej chrześcijańskiej komunii na świecie[166].
- 13 października
  - Spotkanie w Auli Pawła VI z luteranami[167].
  - W Watykanie zaprezentowano orędzie papieża na Światowy Dzień Migranta i Uchodźcy 2017[168].
- 14 października
  - Papież wygłosił orędzie do dyrektora FAO na Światowy Dzień Żywności[169].
- 15 października
  - Spotkanie w Auli Pawła VI z Krajowym Stowarzyszeniem Starszych Pracowników[170].
- 16 października
  - Msza święta kanonizacyjna Elżbiety od Trójcy Przenajświętszej[171].
- 17 października
  - Spotkanie z prezydentem Słowenii Borutem Pahorem[172].
- 20 października
  - Spotkanie w Sali Klementyńskiej z Kapitułą Generalną Zakonu Augustianów[173].
- 21 października
  - Spotkanie z fundacją Jana Pawła II[174].
  - Spotkanie z uczestnikami międzynarodowego kongresu, zorganizowanego przez Kongregację Ds. Duchowieństwa[175].
- 24 października
  - Papież wygłosił przemówienie na 36. Generalnej Kongregacji Towarzystwa Jezusowego[176].
- 25 października
  - Kongregacja Nauki Wiary zaprezentowała dokument Ad resurgendum cum Christo, w którym przedstawiła nowe zasady dotyczące pochówku zmarłych i retencji popiołu w przypadku kremacji.
- 27 października
  - Spotkanie z Grupą św. Marty[177].
  - Spotkanie w Sali Klementyńskiej ze społecznością akademicką Papieskiego Instytutu Jana Pawła II z Wydziału Studiów nad Małżeństwem i Rodziną[178].
- 28 października
  - W Sali Klementyńskiej papież wygłosił przemówienie do biskupów i delegatów biorących udział w międzynarodowej konwencji życia konsekrowanego[179].
- 31 października
  - Rozpoczęła się podróż apostolska Franciszka do Szwecji. Podczas pielgrzymki papież wziął udział w obchodach 500-lecia reformacji Szwecji[180].

### Listopad
- 5 listopada
  - Spotkanie w Sali Klementyńskiej z rodziną Habsburgów[181].
  - W Auli Pawła VI papież wygłosił przemówienie do uczestników 3. Światowego Spotkania Ruchu Ludowego[182].
  - Zaprezentowano statut papieża dla Papieskiej Akademii Życia[183].
  - Kardynał Ferdinando Filoni zaprezentował w imieniu papieża list na konsekrację katedry w Karonga[184].
- 6 listopada
  - W bazylice św. Piotra papież odprawił mszę jubileuszową dla więźniów[185].
- 7 listopada
  - W Sali Klementyńskiej papież wygłosił przemówienie do uczestników spotkania na temat handlu ludźmi[186].
- 10 listopada
  - Papież wygłosił przemówienie na plenarnym posiedzeniu Papieskiej Rady do spraw Popierania Jedności Chrześcijan[187].
- 11 listopada
  - Spotkanie w Auli Pawła VI z osobami wykluczonymi społecznie[188].
- 12 listopada
  - Papież ogłosił orędzie do kardynała Jeana Marie-Mupendawatu na międzynarodową konferencję dotyczącą rzadkich chorób, promowaną przez Papieską Radę ds. Pracowników Służby Zdrowia[189].
  - Kardynał Murphy O’Connor zaprezentował w imieniu papieża list na konsekrację katedry w Trondheim[190].
- 13 listopada
  - W bazylice św. Piotra papież odprawił mszę jubileuszową dla osób wykluczonych społecznie[191].
- 14 listopada
  - Spotkanie w Sali Klementyńskiej z reprezentacją Niemiec w piłce Nożnej[192].
- 15 listopada
  - Spotkanie w bazylice św. Piotra z pielgrzymami z diecezji holenderskich[193].
  - Papież ogłosił orędzie do ministra spraw zagranicznych Maroka Salaheddine Mozaura na 22. Konferencję Państw-Stron Ramowej Konwencji Zmiany Klimatu Narodów Zjednoczonych w Marrakeszu[194].
  - Za pośrednictwem telemostu papież przesłał wiadomość do walnego zgromadzenia biskupów katolickich Stanów Zjednoczonych[195].
- 17 listopada
  - Spotkanie z katolikosem asyryjskiego kościoła wschodniego Gewargisem III[196].
  - Spotkanie w Sali Klementyńskiej z przedstawicielami międzynarodowego Caritasu[197].
  - Spotkanie z uczestnikami międzynarodowej konferencji Katolickiego Stowarzyszenia Przedsiębiorców[198].
- 18 listopada
  - W Trybunale Roty Rzymskiej papież wygłosił przemówienie na szkoleniu biskupów[199].
- 19 listopada
  - Papież wziął udział w konsystorzu w sprawie powołania nowych kardynałów[200].
- 20 listopada
  - Na placu św. Piotra papież odprawił mszę na zakończenie Roku Jubileuszowego[201].
- 21 listopada
  - Kardynał Telesfor Placido Toppo zaprezentował w imieniu papieża list do XI Zgromadzenia Plenarnego Federacji Konferencji Episkopatu Azji w Kolombo[202].
  - Zaprezentowano list apostolski papieża Misericordia et misera[203].
- 23 listopada
  - W Auli Pawła VI papież powitał uczestników spotkania dotyczącego islamskiej kultury i organizacji stosunków z muzułmanami[204].
- 24 listopada
  - Papież wygłosił przemówienie do uczestników spotkania dotyczącego osób mających problemy z narkotykami[205].
  - Za pośrednictwem telemostu papież wygłosił przemówienie do uczestników festiwalu społecznej doktryny Kościoła[206].
- 26 listopada
  - Kardynał Aloisio Hectori Villalba zaprezentował w imieniu papieża list na zakończenie obchodów 50-lecia diecezji Caacupé[207].
  - Papież wziął udział we wręczeniu nagrody emerytowanemu papieżowi Benedyktowi XVI[208].
  - Spotkanie w Auli Pawła VI z młodzieżą pracującą w służbie cywilnej[209].
- 28 listopada
  - Spotkanie w Sali Klementyńskiej z organizatorami i pracownikami organizacji przygotowujących uroczystości w Roku Jubileuszowym[210].
  - Papież wygłosił przemówienie do zgromadzenia plenarnego Papieskiej Akademii Nauk[211].
  - Spotkanie z premierem Irlandii Endą Kennym[212].
- 30 listopada
  - Papież wygłosił orędzie do ekumenicznego patriarchy, Bartłomieja I[213].
  - W Watykanie zaprezentowano orędzie papieża na 54. Światowy Dzień Modlitwy o Powołania[214].
  - Spotkanie w Sali Klementyńskiej z pielgrzymami z Francji z regionu Rodan[215].

### Grudzień
- 1 grudnia
  - Spotkanie z przedstawicielstwem Administracji Apostolskiej Kaukazu[216].
  - W Sali Klementyńskiej papież wygłosił przemówienie do uczestników IV Światowego Kongresu Ministerstwa dla Studentów, promowanego przez Papieską Radę ds. Duszpasterstwa Migrantów i Podróżnych[217].
- 3 grudnia
  - Spotkanie w Sali Klementyńskiej z pracownikami przedsiębiorstwa „Fortune-Time Global Forum”[218].
- 6 grudnia
  - Papież wygłosił orędzie na 21. sesję publiczną papieskich akademii[219].
- 9 grudnia
  - Spotkanie w Auli Pawła VI ze sprzedawcami choinek i budowniczymi bożonarodzeniowej szopki na placu św. Piotra[220].
- 10 grudnia
  - Papież wziął udział w posiedzeniu organizacji I.C.R.A.[221].
  - Spotkanie w Sali Klementyńskiej ze wspólnotą Papieskiego Seminarium Regionalnego im. Piusa XI z Apulii[222].
- 12 grudnia
  - W Watykanie zaprezentowano orędzie papieża na 50. Światowy Dzień Modlitwy o Pokój[223].
  - W bazylice św. Piotra papież odprawił mszę na święto Matki Bożej z Guadalupe[224].
- 15 grudnia
  - W Sali Klementyńskiej papież przyjął listy uwierzytelniające od ambasadorów Szwecji, Fidżi, Mołdawii, Mauritiusu, Tunezji i Burundi[225].
  - Spotkanie w Auli Pawła VI z pracownikami Społecznego Szpitala im. Dzieciątka Jezus w Rzymie[226].
  - W Watykanie zaprezentowano orędzie papieża na 25. Światowe Dni Chorego[227].
- 17 grudnia
  - Spotkanie w Sali Klementyńskiej ze wspólnotą „Nomadelfia”[228].
  - Za pośrednictwem telemostu papież przesłał wiadomość do członków Żandarmerii Watykańskiej, organizujących koncert w Auli Pawła VI[229].
- 19 grudnia
  - Spotkanie z dziećmi z Włoskiej Akcji Katolickiej[230].
- 22 grudnia
  - Rozmowa telefoniczna z prowadzącym we włoskiej telewizji program „Unomattina” z okazji 30-lecia audycji[231].
  - Papież przesłał pisemne życzenia bożonarodzeniowe dla Kurii Rzymskiej[232].
  - W Auli Pawła VI papież złożył życzenia bożonarodzeniowe pracownikom Państwa Watykańskiego i Stolicy Apostolskiej[233].
- 31 grudnia
  - Nieszpory w bazylice św. Piotra z odśpiewaniem dziękczynnego Te Deum za rok 2016[234].